# Пирвели-Балда
Пирвели-Балда (груз. პირველი ბალდა) — село в Грузии, на территории Мартвильского муниципалитета края (мхаре) Самегрело-Верхняя Сванетия.

## География
Село находится в западной части Грузии, на левом берегу реки Абаши, на расстоянии приблизительно 4 километров (по прямой) к северу от города Мартвили, административного центра муниципалитета. Абсолютная высота — 277 метров над уровнем моря.

## Население
По результатам официальной переписи населения 2014 года в Пирвели-Балде проживало 150 человек (78 мужчин и 72 женщины). В национальной структуре населения грузины составляли 100 %.
| Год  | Население, человек |
| ---- | ------------------ |
| 2002 | 180                |
| 2014 | ↘ 150              |